# British Academy Film Awards 2025
Die 78. Verleihung der British Academy Film Awards (umgangssprachlich „BAFTA Awards“) fand am 16. Februar 2025 statt, um die besten Filme und Filmschaffenden des Kinojahres 2024 zu ehren. Die Filmpreise der British Academy of Film and Television Arts (BAFTA) wurden in 24 Kategorien verliehen. Zusätzlich wurde ein Publikumspreis (Rising Star Award) vergeben. Als Sponsor trat das britische Mobilfunkunternehmen EE Limited auf, weshalb die Verleihung offiziell als EE British Academy Film Awards bezeichnet wird. Die Nominierungen wurden am 15. Januar 2025 bekanntgegeben.
Die Verleihung 2025 fiel wie in den Vorjahren mit der Berlinale (13. bis 23. Februar 2025) zusammen. Die Fernsehgala wurde zwei Wochen vor der 97. Oscarverleihung abgehalten.
| Film                                      | N  | A |
| ----------------------------------------- | -- | - |
| Konklave                                  | 12 | 4 |
| Emilia Pérez                              | 11 | 2 |
| Der Brutalist                             | 09 | 4 |
| Anora                                     | 07 | 2 |
| Dune: Part Two                            | 07 | 2 |
| Wicked                                    | 07 | 2 |
| Kneecap                                   | 06 | 1 |
| Like A Complete Unknown                   | 06 | 0 |
| Nosferatu – Der Untote                    | 05 | 0 |
| The Substance                             | 05 | 1 |
| The Apprentice – The Trump Story          | 03 | 0 |
| Blitz                                     | 03 | 0 |
| Gladiator II                              | 03 | 0 |
| Sing Sing                                 | 03 | 0 |
| Wallace & Gromit – Vergeltung mit Flügeln | 03 | 2 |
| Der wilde Roboter                         | 03 | 0 |
| Flow                                      | 02 | 0 |
| Hard Truths                               | 02 | 0 |
| The Outrun                                | 02 | 0 |
| A Real Pain                               | 02 | 2 |

## Preisträger und Nominierungen

### Bester Film
Konklave (Conclave) – Produktion: Tessa Ross, Juliette Howell und Michael A. Jackman
- Anora – Produktion: Alex Coco, Samantha Quan und Sean Baker
- Der Brutalist (The Brutalist) – Produktion: Nick Gordon, Brian Young, Andrew Morrison, D. J. Gugenheim und Brady Corbet
- Emilia Pérez – Produktion: Pascal Caucheteux und Jacques Audiard
- Like A Complete Unknown (A Complete Unknown) – Produktion: Alex Heineman, Fred Berger und James Mangold

### Bester britischer Film
Konklave (Conclave) – Regie: Edward Berger; Drehbuch: Peter Straughan; Produktion: Tessa Ross, Juliette Howell und Michael A. Jackman
- Bird – Regie/Drehbuch: Andrea Arnold; Produktion: Tessa Ross, Juliette Howell und Lee Groombridge
- Blitz – Regie/Drehbuch: Steve McQueen; Produktion: Steve McQueen, Tim Bevan, Eric Fellner und Anita Overland
- Die Fotografin (Lee) – Regie: Ellen Kuras; Drehbuch: Liz Hannah, Marion Hume und John Collee; Produktion: Kate Solomon und Kate Winslet
- Gladiator II – Regie: Ridley Scott; Drehbuch: David Scarpa; Produktion: Ridley Scott, Douglas Wick, Lucy Fisher und Michael Pruss
- Hard Truths – Regie/Drehbuch: Mike Leigh; Produktion: Georgina Lowe
- Kneecap – Regie/Drehbuch: Rich Peppiatt; Produktion: Trevor Birney und Jack Tarling
- Love Lies Bleeding – Regie: Rose Glass; Drehbuch: Rose Glass und Weronika Tofilska; Produktion: Andrea Cornwell und Oliver Kassman
- The Outrun – Regie: Nora Fingscheidt; Drehbuch: Nora Fingscheidt und Amy Liptrot; Produktion: Sarah Brocklehurst, Dominic Norris, Jack Lowden und Saoirse Ronan
- Wallace & Gromit – Vergeltung mit Flügeln (Wallace & Gromit: Vengeance Most Fowl) – Regie: Nick Park und Merlin Crossingham; Drehbuch: Mark Burton; Produktion: Richard Beek

### Bester nicht-englischsprachiger Film
Emilia Pérez – Regie: Jacques Audiard; Produktion: Pascal Caucheteux
- All We Imagine as Light – Regie: Payal Kapadia; Produktion: Thomas Hakim
- Für immer hier (Ainda Estou Aqui / I’m Still Here) – Regie: Walter Salles; Produktion: Maria Carlota Bruno und Rodrigo Teixeira
- Kneecap – Regie: Rich Peppiatt; Produktion: Trevor Birney
- Die Saat des heiligen Feigenbaums (دانه‌ی انجیر معابد) – Regie: Mohammad Rasulof; Produktion: Amin Sadraei

### Bestes Debüt eines britischen Drehbuchautors, Regisseurs oder Produzenten
Kneecap – Rich Peppiatt
- Hoard – Luna Carmoon
- Monkey Man – Dev Patel
- Santosh – Sandhya Suri, James Bowsher und Balthazar de Ganay
- Sister Midnight – Karan Kandhari

### Bester Animationsfilm
Wallace & Gromit – Vergeltung mit Flügeln (Wallace & Gromit: Vengeance Most Fowl) – Regie: Nick Park und Merlin Crossingham; Produktion: Richard Beek
- Alles steht Kopf 2 (Inside Out 2) – Regie: Kelsey Mann; Produktion: Mark Nielsen
- Flow (Straume) – Regie: Gints Zilbalodis; Produktion: Matīss Kaža
- Der wilde Roboter (The Wild Robot) – Regie: Chris Sanders; Produktion: Jeff Herman

### Bester Kinder- und Familienfilm
Wallace & Gromit – Vergeltung mit Flügeln (Wallace & Gromit: Vengeance Most Fowl) – Regie: Nick Park und Merlin Crossingham; Produktion: Richard Beek
- Flow (Straume) – Regie: Gints Zilbalodis; Produktion: Matīss Kaža
- Kensuke's Kingdom – Regie: Neil Boyle, Kirk Hendry; Produktion: Camilla Deakin
- Der wilde Roboter (The Wild Robot) – Regie: Chris Sanders; Produktion: Jeff Herman

### Bester Dokumentarfilm
Super/Man: The Christopher Reeve Story – Regie: Ian Bonhôte und Peter Ettedgui; Produktion: Lizzie Gillett und Robert Ford
- Black Box Diaries – Regie: Shiori Itō; Produktion: Shiori Itō, Eric Nyari und Hanna Aqvilin
- Daughters – Regie: Natalie Rae und Angela Patton
- No Other Land – Regie: Yuval Abraham, Basel Adra, Hamdan Ballal und Rachel Szor
- Will & Harper – Regie: Josh Greenbaum; Produktion: Rafael Marmor, Christopher Leggett, Will Ferrell und Jessica Elbaum

### Beste Regie
Brady Corbet – Der Brutalist (The Brutalist)
- Jacques Audiard – Emilia Pérez
- Sean Baker – Anora
- Edward Berger – Konklave (Conclave)
- Coralie Fargeat – The Substance
- Denis Villeneuve – Dune: Part Two

### Bestes Originaldrehbuch
Jesse Eisenberg – A Real Pain
- Sean Baker – Anora
- Brady Corbet und Mona Fastvold – Der Brutalist (The Brutalist)
- Coralie Fargeat – The Substance
- Rich Peppiatt – Kneecap

### Bestes adaptiertes Drehbuch
Peter Straughan – Konklave (Conclave)
- Jacques Audiard – Emilia Pérez
- Clint Bentley und Greg Kwedar – Sing Sing
- James Mangold und Jay Cocks – Like A Complete Unknown (A Complete Unknown)
- RaMell Ross und Joslyn Barnes – Nickel Boys

### Bester Hauptdarsteller
Adrien Brody – Der Brutalist (The Brutalist)
- Timothée Chalamet – Like A Complete Unknown (A Complete Unknown)
- Colman Domingo – Sing Sing
- Ralph Fiennes – Konklave (Conclave)
- Hugh Grant – Heretic
- Sebastian Stan – The Apprentice – The Trump Story (The Apprentice)

### Beste Hauptdarstellerin
Mikey Madison – Anora
- Cynthia Erivo – Wicked
- Karla Sofía Gascón – Emilia Pérez
- Marianne Jean-Baptiste – Hard Truths
- Demi Moore – The Substance
- Saoirse Ronan – The Outrun

### Bester Nebendarsteller
Kieran Culkin – A Real Pain
- Juri Borissow – Anora
- Clarence Maclin – Sing Sing
- Edward Norton – Like A Complete Unknown (A Complete Unknown)
- Guy Pearce – Der Brutalist (The Brutalist)
- Jeremy Strong – The Apprentice – The Trump Story (The Apprentice)

### Beste Nebendarstellerin
Zoë Saldaña – Emilia Pérez
- Jamie Lee Curtis – The Last Showgirl
- Selena Gomez – Emilia Pérez
- Ariana Grande – Wicked
- Felicity Jones – Der Brutalist (The Brutalist)
- Isabella Rossellini – Konklave (Conclave)

### Beste Filmmusik
Daniel Blumberg – Der Brutalist (The Brutalist)
- Volker Bertelmann – Konklave (Conclave)
- Kris Bowers – Der wilde Roboter (The Wild Robot)
- Camille und Clément Ducol – Emilia Pérez
- Robin Carolan – Nosferatu – Der Untote (Nosferatu)

### Bestes Casting
Sean Baker und Samantha Quan – Anora
- Nina Gold und Martin Ware – Konklave (Conclave)
- Stephanie Gorin und Carmen Cuba – The Apprentice – The Trump Story (The Apprentice)
- Yesi Ramirez – Like A Complete Unknown (A Complete Unknown)
- Carla Stronge – Kneecap

### Beste Kamera
Lol Crawley – Der Brutalist (The Brutalist)
- Jarin Blaschke – Nosferatu – Der Untote (Nosferatu)
- Stéphane Fontaine – Konklave (Conclave)
- Greig Fraser – Dune: Part Two
- Paul Guilhaume – Emilia Pérez

### Bester Schnitt
Nick Emerson – Konklave (Conclave)
- Sean Baker – Anora
- Julian Ulrichs und Chris Gill – Kneecap
- Joe Walker – Dune: Part Two
- Juliette Welfling – Emilia Pérez

### Bestes Szenenbild
Nathan Crowley und Lee Sandales – Wicked
- Judy Becker und Patricia Cuccia – Der Brutalist (The Brutalist)
- Suzie Davies und Cynthia Sleiter – Konklave (Conclave)
- Craig Lathrop – Nosferatu – Der Untote (Nosferatu)
- Patrice Vermette und Shane Vieau – Dune: Part Two

### Bestes Kostümdesign
Paul Tazewell – Wicked
- Lisy Christl – Konklave (Conclave)
- Jacqueline Durran – Blitz
- Linda Muir – Nosferatu – Der Untote (Nosferatu)
- Arianne Phillips – Like A Complete Unknown (A Complete Unknown)

### Bestes Make-up und Beste Frisuren
Pierre-Olivier Persin, Stéphanie Guillon, Frédérique Arguello und Marilyne Scarselli – The Substance
- Julia Floch Carbonel, Emmanuel Janvier, Jean-Christophe Spadaccini und Romain Marietti – Emilia Pérez
- Frances Hannon, Laura Blount, Sarah Nuth – Wicked
- Love Larson und Eva von Bahr – Dune: Part Two
- David White, Traci Loader und Suzanne Stokes-Munton – Nosferatu – Der Untote (Nosferatu)

### Bester Ton
Ron Bartlett, Doug Hemphill, Gareth John und Richard King – Dune: Part Two
- Robin Baynton, Simon Hayes, John Marquis, Andy Nelson und Nancy Nugent Title – Wicked
- Stéphane Bucher, Matthew Collinge, Paul Massey und Danny Sheehan – Gladiator II
- John Casali, Paul Cotterell und James Harrison – Blitz
- Valerie Déloof, Victor Fleurant, Victor Praud, Stéphane Thiénbaut und Emmanuelle Villard – The Substance

### Beste visuelle Effekte
Paul Lambert, Stephen James, Gerd Nefzer und Rhys Salcombe – Dune: Part Two
- Mark Bakowski, Neil Corbould, Nikki Penny und Pietro Ponti – Gladiator II
- Pablo Helman, Paul Corbould, Jonathan Fawkner und Anthony Smith – Wicked
- Luke Millar, David Clayton, Keith Herft und Peter Stubbs – Better Man – Die Robbie Williams Story (Better Man)
- Erik Winquist, Rodney Burke, Paul Story und Stephen Unterfranz – Planet der Affen: New Kingdom (Kingdom of the Planet of the Apes)

### Bester britischer animierter Kurzfilm
Wander to Wonder – Regie: Nina Gantz; Drehbuch: Nina Gantz, Stienette Bosklopper und Simon Cartwright; Produktion: Nina Gantz, Stienette Bosklopper und Maarten Swart
- Adiós – Regie: José Prats; Drehbuch: José Prats, Natalia Kyriacou und Bernardo Angeletti; Produktion: Bernardo Angeletti
- Mog's Christmas – Regie: Robin Shaw; Drehbuch: Joanna Harrison; Produktion: Camilla Deakin und Ruth Fielding

### Bester britischer Kurzfilm
Rock, Paper, Scissors – Regie/Drehbuch: Franz Böhm; Produktion: Hayder Rothschild Hoozeer
- The Flowers Stand Silently, Witnessing – Regie/Drehbuch: Theo Panagopoulos; Produktion: Marissa Keating
- Marion – Regie/Drehbuch: Joe Weiland und Finn Constantine; Produktion: Marija Djikic
- Milk – Regie/Drehbuch: Miranda Stern; Produktion: Ashionye Ogene
- Stomach Bug – Regie/Drehbuch: Matty Crawford; Produktion: Karima Sammout-Kanellopoulou

### Publikumspreis – Bester Nachwuchsdarsteller(EE Rising Star Award)
David Jonsson
- Marisa Abela
- Jharrel Jerome
- Mikey Madison
- Nabhaan Rizwan

## Ehrenpreise

### Bester britischer Beitrag zum Kino(Outstanding British Contribution to Cinema Award)
- MediCinema – Hilfsorganisation, die Krankenhäuser mit Kinosälen ausstattet und Filmvorführungen für Patienten organisiert

### Academy Fellowship
- Warwick Davis – britischer Schauspieler